# Portret van een man (El Greco)
Portret van een man (Deens: Mandsportræt) is een schilderij van El Greco dat hij tussen 1570 en 1575 maakte. Het werk maakt deel uit van de collectie van het Statens Museum for Kunst in Kopenhagen.

## Geschiedenis
Het portret is gemaakt terwijl de jonge Kretenzische schilder in Rome was, waar hij bevriend raakte met het Huis Farnese. Hij verkeerde hierdoor in een intellectuele omgeving die geïnteresseerd was in het renaissancehumanisme. 
Het is waarschijnlijk in bezit van Rubens geweest en na zijn overlijden in 1641 verkocht in Antwerpen als een werk van Tintoretto. Later komt het werk in Parijs terecht waar het op 11 februari 1761 verkocht wordt, nog steeds als een werk van Tintoretto. In 1763 wordt het verworven voor de koninklijke collectie in de Christiansborg in Kopenhagen.

## Voorstelling
De identiteit van de man op het schilderij is onbekend. Er is vaak gesuggereerd dat het om Andrea Palladio zou gaan. De gelaatstrekken lijken echter niet op die van andere portretten van de architect. Volgens de Amerikaanse kunsthistoricus Harold Wethey is Giambattista della Porta, een geleerde, afgebeeld. Met redelijke zekerheid kan gesteld worden dat het model een intellectueel is, wellicht een kunstenaar. De man laat zijn linkerhand rusten op een boek dat op een brede armleuning ligt. Uit het boek steken witte en rode linten. Er ligt een krijthouder naast. Met zijn rechterhand maakt hij een gebaar dat doet denken aan dat van een redenaar. De attributen en de gebaren van beide handen brengen de twee elementen uit de beroemde uitspraak van de dichter Horatius bij elkaar: Ut pictura poesis (zoals schilderen, zo is poëzie).
De man is van voren afgebeeld, iets meer dan een halve figuur, met weinig voorwerpen die als attributen dienen en met een grijze achtergrond. Het buitengewone realisme van het gezicht is het meest indrukwekkende kenmerk van schilderij. Hoewel de invloed van Jacopo Bassano duidelijk is, komt de driekwart compositie op een grijze achtergrond vooral overeen met de stijl van Titiaan, die ook tot uiting komt in de positie van de rechterhand. De vleeskleuren zijn dicht aangebracht, zoals in het Portret van Vincenzo Anastagi en het Portret van Giulio Clovio uit dezelfde periode, maar de witte vlekken op de handen zijn nieuw.

## Afbeeldingen

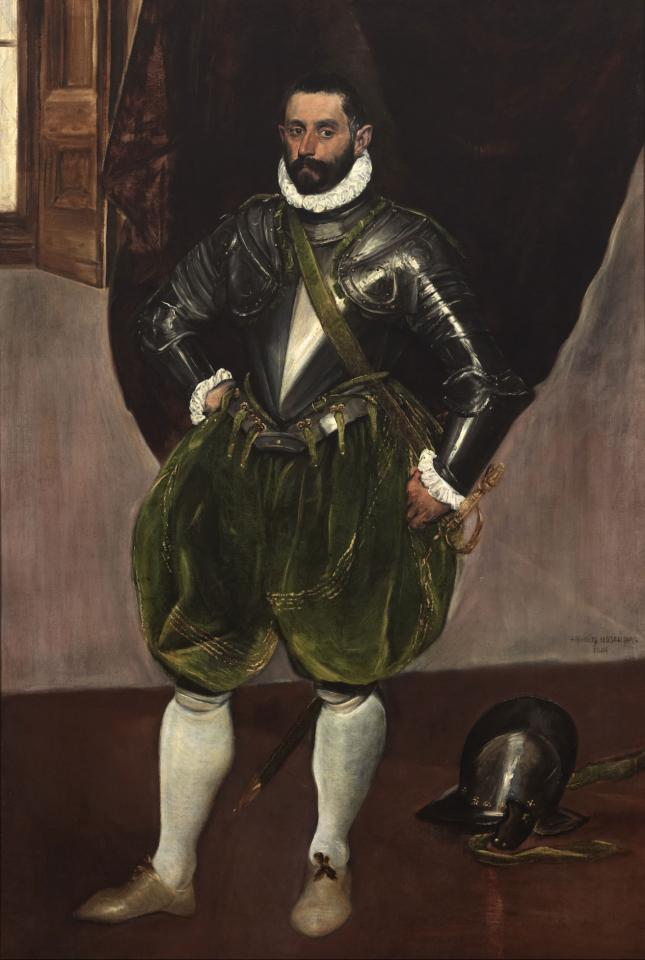
Portret van Vincenzo Anastagi (1571-76)
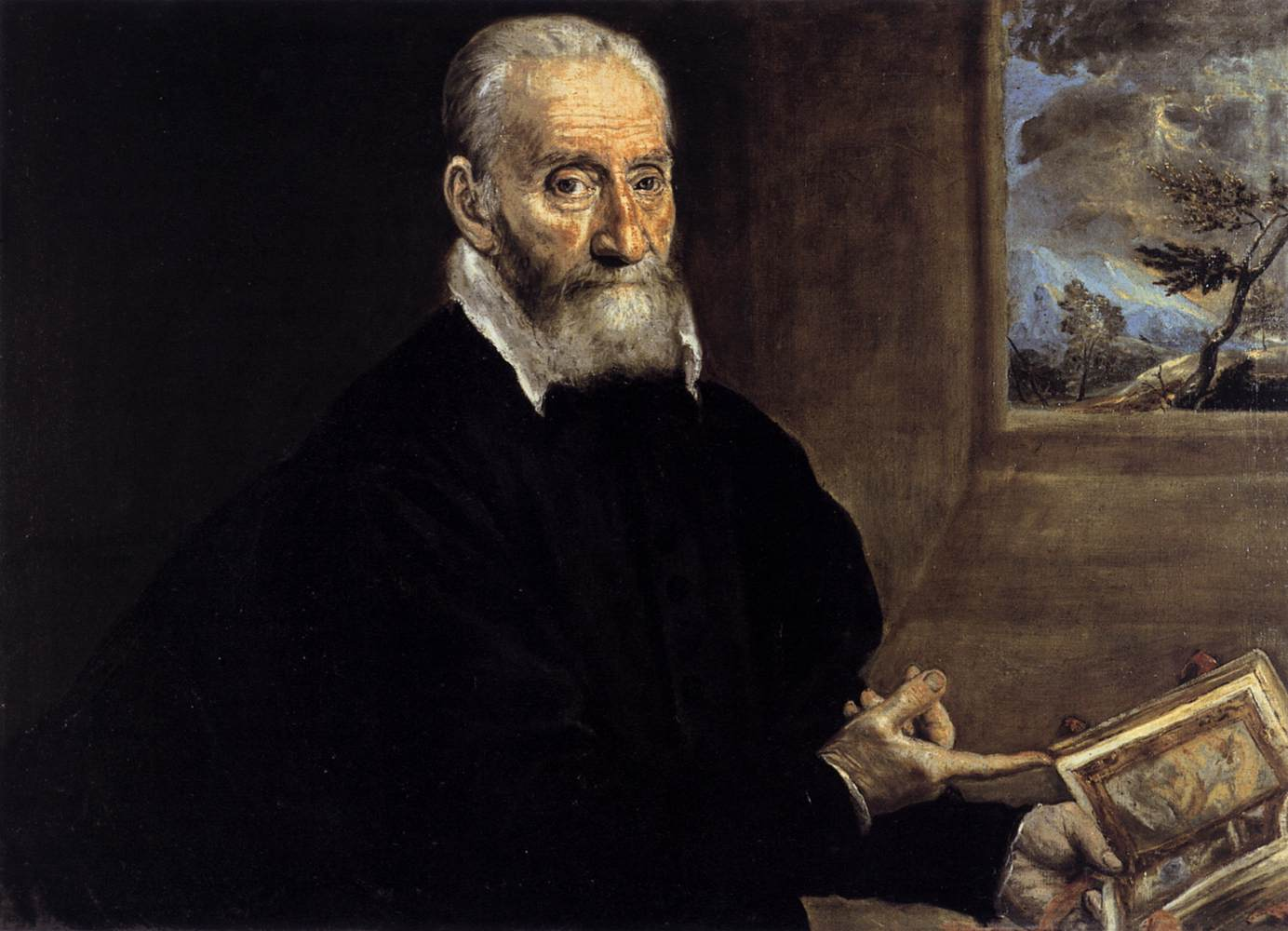
Portret van Giulio Clovio (1571)